# Scalmicauda phorcys
Scalmicauda phorcys är en fjärilsart som beskrevs av Sergius G. Kiriakoff 1968. Scalmicauda phorcys ingår i släktet Scalmicauda och familjen tandspinnare. Inga underarter finns listade.